# Pyschma (Ort)
Pyschma (russisch Пышма́) ist eine Siedlung städtischen Typs in der Oblast Swerdlowsk (Russland) mit 9806 Einwohnern (Stand 14. Oktober 2010).

## Geographie
Die Siedlung liegt im Westen des Westsibirischen Tieflandes, etwa 160 km Luftlinie östlich der Oblasthauptstadt Jekaterinburg am linken Ufer des gleichnamigen Flusses Pyschma sowie dessen kleinem linken Nebenfluss Jurmatsch.
Pyschma ist Verwaltungszentrum des gleichnamigen Stadtkreises, der im Rahmen der russischen Verwaltungsreform 2005 durch Umwandlung des vormaligen Rajons Pyschma entstand.

## Geschichte
Der Ort wurde 1646 von den aus Weliki Ustjug stammenden Brüdern Oschtschepkow gegründet und nach später nach ihnen als Oschtschepkowo bezeichnet. Ein näher zum Fluss Pyschma gelegenes Dorf im Bereich des heutigen Ortszentrums nannte sich Pyschmenskoje.
1655 wurde ein Ostrog errichtet. Dort wurden Kosaken stationiert und in der Umgebung Bauern angesiedelt, die aus den benachbarten Gebieten des Ural um Newjansk, Alapajewsk und Jekaterinburg stammten.
1885 wurde die Eisenbahnstrecke Jekaterinburg – Tjumen an Oschtschepkowo vorbeigeführt, die heute Bestandteil der Transsibirischen Eisenbahn ist.
1943 wurden die Dörfer Oschtschepkowo und Pyschmenskoje vereinigt und erhielten unter dem heutigen Namen den Status einer Siedlung städtischen Typs.

### Bevölkerungsentwicklung
| Jahr | Einwohner |
| ---- | --------- |
| 1939 | 1.567     |
| 1959 | 6.570     |
| 1970 | 7.920     |
| 1979 | 9.270     |
| 1989 | 11.515    |
| 2002 | 10.262    |
| 2010 | 9.806     |

Anmerkung: Volkszählungsdaten

## Wirtschaft und Infrastruktur
In Pyschma gibt es Betriebe des Maschinenbaus sowie der Lebensmittelindustrie. Die Siedlung ist Zentrum eines Landwirtschaftsgebietes.
Die Siedlung liegt an der Transsibirischen Eisenbahn (Stationsname Oschtschepkowo; Streckenkilometer 1996 ab Moskau), von der hier eine vorwiegend forstwirtschaftlich genutzte Güterstrecke nach Butka abzweigt. Durch Pyschma führt auch die Fernstraße M12 von Moskau nach Tjumen.